# Erhard Haufe
Erhard Haufe (* 17. Juli 1924; † unbekannt) war ein deutscher Fußballspieler. In den 1950er Jahren spielte er für Dynamo Dresden und Dynamo Berlin in der DDR-Oberliga. Mit Dresden wurde er DDR-Meister und Pokalsieger.

## Sportliche Laufbahn
Im Alter von 27 Jahren kam Haufe zur Saison 1951/52 von der unterklassigen Betriebssportgemeinschaft (BSG) MAS Bannewitz zum Oberligisten SG Volkspolizei Dresden. Dort sprang er am dritten Spieltag für Egon Jugel ein, mit dem er sich im weiteren Verlauf der Saison einen Konkurrenzkampf um die linke Verteidigerposition lieferte. Mit 24 Punktspieleinsätzen war Haufe erfolgreicher, denn Jugel kam nur auf 18 Punktspiele. Nachdem die Dresdner hinter Turbine Halle Vizemeister geworden waren, gewannen sie anschließend den DDR-Fußballpokal. Beim 3:0-Sieg über Einheit Pankow spielte Haufe auf seiner angestammten Position als linker Verteidiger. 1952/53 wurde er mit den Dresdnern, die sich im Laufe der Saison in SG Dynamo Dresden umbenannt hatten, DDR-Fußballmeister. Er hatte 30 der 32 ausgetragenen Punktspiele bestritten und wirkte auch im Entscheidungsspiel um die Meisterschaft mit, das Dresden mit 3:2 n. V. über Wismut Aue gewann. In der Spielzeit 1953/54 wurde Haufe erst am 12. Spieltag aufgeboten, bestritt danach aber die restlichen 17 Punktspiele, weiterhin auf der linken Abwehrseite. In der Hinrunde der Saison 1954/55 kam Haufe nicht zum Einsatz. Im November 1954 wurde die Dresdner Mannschaft nach Ost-Berlin umgesetzt und spielte künftig als SC Dynamo Berlin. Erst nach der Winterpause wurde Haufe wieder in den Oberligapunktspielen aufgeboten und kam so noch auf zehn Einsätze, die er diesmal hauptsächlich auf der rechten Abwehrseite absolvierte. Im Sommer/Herbst 1955 wurde im DDR-Fußball eine Übergangsrunde ausgespielt, um anschließend die Saison auf das Kalenderjahr umzustellen. Von den ausgetragenen 13 Spielen bestritt Haufe nur zwei Begegnungen. In der Saison 1956 wurde er erst am fünften Spieltag eingesetzt, rückte wieder auf den linken Abwehrposten und bestritt bis zur Sommerpause insgesamt neun Punktspiele. 
Zu Beginn der Saison-Rückrunde wechselte Haufe nach 92 Erstligaspielen für Dresden (73) und Berlin (19) zur SG Dynamo Berlin-Mitte in die viertklassige Bezirksliga Berlin. Er verhalf ihr zum Aufstieg in die II. DDR-Liga, wo sie als SG Dynamo Hohenschönhausen firmierte. Haufe spielte für die Hohenschönhausener noch bis 1958 und beendete danach seine Karriere als Fußballspieler. 